# Рекуха Валентина Іванівна
Валентина Іванівна Рекуха (14 березня 1942, м. Кролевець, Сумська обл. — 24 березня 2023, м. Кролевець) — ткаля, майстриня кролевецького переборного ткацтва, Герой Соціалістичної Праці (1981). Кавалер орденів Трудового Червоного Прапора (1971,1976).

## Біографія
Рекуха Валентина Іванівна народилась 14 березня 1942 року в місті Кролевець на Сумщині в сім'ї колгоспника. В 1956 році закінчила 8 класів Кролевецької середньої школи № 2. В 1962 році закінчила школу робітничої молоді. В шістнадцять років прийшла працювати на Кролевецьку фабрику художнього ткацтва. Наставником у дівчини була Євфросинія Микитівна Макаровець, яка допомогла оволодіти непростою справою. З 1959 по 1993 рр. працювала ткалею на Кролевецькій фабриці художнього ткацтва. Ткала все, що випускали на фабриці: рушники, скатертини, покривала, штори. Валентина Рекуха була бригадиром і наставницею десятків молодих ткаль. За досягнення у праці бригаду ткаль, яку вона очолювала, було нагороджено багатьма урядовими нагородами та відзнаками. 
Разом з групою художників, яку очолював Іван Дудар, творили і розвивали традиції кролевецького ткацтва, відшукували щось нове. Якість виготовленої продукції була висока, не було таких орнаментів, які б не могла освоїти ткаля Валентина Рекуха. 
Обиралась делегатом XXVII з'їзду КПРС, XXVI з'їзду Компартії України, профспілкових організацій. Депутат Сумської обласної ради.

Валентина Іванівна Рекуха померла 24 березня 2023 року в Кролевці. Заступниця голови ради ветеранів громади Валентина Зенченко так написала про неї:
Кролевеччина, як і всі жителі нашого рушникового краю завжди пишались своєю землячкою, яка своєю працею, своїм авторитетом і досвідом вирішувала багато актуальних питань, сприяла соціально-економічному і культурно-освітньому розквіту жителів рідного краю. Нехай зерна добра, посіяні Вами, Валентино Іванівно, проростуть щирою вдячністю і вічною шаною.

## Родина
Чоловік — Рекуха  Павло Іванович — заслужений машинобудівник України.
Син — Рекуха Валерій Павлович.
Дочка — Наталія Павлівна

## Нагороди і відзнаки
1971 р. — нагороджена орденом Трудового Червоного Прапора  
1976 р. — нагороджена орденом Трудового Червоного Прапора 
1981 р. — отримала звання Героя Соціалістичної Праці 

## Публікації
- Рекуха В. Школа взаємної відповідальності / В. Рекуха // Ленінська правда (Суми). — 1986. — 11 листоп.
- Рекуха В. Щедрость таланта / В. Рекуха // Советские профсоюзы. —1985. — № 21. — С. 36—37. — (рос.).